# Ославское
Ославское — село в Суздальском районе Владимирской области России, входит в состав Боголюбовского сельского поселения.

## География
Село расположено на правом берегу реки Нерль в 3 км на север от центра поселения посёлка Боголюбово, в 8 км на северо-восток от Владимира. 

## История
В 1687 году село Ославское вместе с другими вотчинами Боголюбова монастыря было пожаловано царем Алексеем Михайловичем Московскому патриарху Иоакиму; по упразднении церковных вотчин в XVIII столетии Ославское перешло в ведомство государственных имуществ. В начале XVII столетия в Ославском существовала церковь, как это видно из патриарших окладных книг 1628 года, «Чудотворца Николы в вотчине Боголюбова монастыря». В книгах «письма и меры» князя Григория Шехонского 1647 года значится «в селе Ославском церковь Николы Чудотворца, древена вверх, а в церкви образы, свечи, книги, ризы, колокола и всякое церковное строение святейшего Иосифа, патриарха Московского и всея Руссии, а на церковной земле поп Агей Иванов, просвирница Дарьица, Иванова дочь…» В 1711 году в Ославском была выстроена новая деревянная церковь и освящена во имя Николая чудотворца иеромонахом Спасо-Андрониева, что на Москве, монастыря Никифором. Оставшаяся же старая деревянная церковь была перевезена в село Лемешек для постройки там из нее теплой церкви. В 1816 году епископом Владимирским Ксенофонтом дано было разрешение на построение каменной церкви в селе Ославском вместо деревянной. Трапеза окончена постройкою и освящена в 1819 году, а настоящая церковь освящена в 1827 году. Эта каменная церковь с несколько расширенной в 1872 году трапезой существует и в настоящее время. В связи с церковью построена каменная колокольня. Престолов в церкви три: в холодной – во имя святого Николая чудотворца, в трапезе теплой – в честь Казанской иконы Божией Матери и Архистратига Михаила. В 1896 году приход состоял из одного села Ославского, в коем 457 душ мужского пола и 520 женского. В приходе было народное училище, открытая в 1860 году местным священником, помещалась в особом доме и содержалась на средства земства.
В конце XIX — начале XX века село входило в состав Борисовской волости Владимирского уезда.
С 1929 года село являлось центром Ославского сельсовета Владимирского района, с 1940 года — в составе Новосельского сельсовета, с 1954 года — в составе Боголюбского сельсовета, с 1960 года — в составе Лемешинского сельсовета, с 1965 года — в составе Суздальского района, с 1978 года — в составе Новосельского сельсовета, с 2005 года — в составе Боголюбовского сельского поселения.

## Население
| 1859 | 1897 | 1905  | 1926 | 2002 | 2010 | 2021 |
| ---- | ---- | ----- | ---- | ---- | ---- | ---- |
| 850  | ↗941 | ↗1062 | ↘882 | ↘287 | ↗336 | ↗694 |

## Достопримечательности
В селе находится действующая Церковь Николая Чудотворца (1819).